# Lodowisko przy ul. Karola Świerczewskiego w Dębicy
Lodowisko przy ul. Karola Świerczewskiego w Dębicy – nieistniejący obiekt.

## Historia
W 1968 zapowiadano budowę sztucznego lodowiska w Dębicy, którego plan, szacowany na około 6 mln zł., przedstawiła Wytwórnia Sprzętu Komunikacyjnego (WSK) w Dębicy.
Budowę zlokalizowano przy ulicy Karola Świerczewskiego, gdzie w czerwcu 1972 podjęto prace przygotowawcze, a w październiku tego roku właściwą budowę. Roboty wykonywał Samodzielny Oddział Wykonawstwa Inwestycji z Wytwórni Urządzeń Chłodniczych. Przed realizacją lodowiska w Dębicy wcześniej zakład ten wykonał dwa lodowiska w Bułgarii, a po 1973 miał wykonać kolejne w Siedlcach i inne tego typu obiekty w Polsce. Pracujący w WUCh inżynier Jerzy Juchniewicz opracował w tym czasie pomysł powszechnego wykonawstwa tanich sztucznych lodowisk o charakterze składanym.
W ramach prac została wykonana maszynownia, płyta lodowiska o wymiarach 60 m x 30 m, tymczasowe trybuny dla 1500 widzów. Koszt prac wyniósł 14 mln zł.. Oficjalne otwarcie obiektu odbyło się 20 października 1973. Tym samym był to historycznie drugie, po Torsanie w Sanoku, sztuczne lodowisko na obszarze województwa rzeszowskiego. Na obiekcie planowano uprawianie hokeja na lodzie i łyżwiarstwa figurowego.
W późniejszym czasie miały być wykonane stałe trybuny, pawilon socjalny (mieszczący szatnie, umywalnie) do 1975 oraz zadaszenie (plastykowe na linach) do 1976 – łącznie szacowane na 20 mln zł..
Od 1974 lodowisko służyło sekcji hokejowej klubu Klubu Sportowego „Wisłoka” Dębica, działającej pod nazwą KS Śnieżka – Wisłoka formalnie do 1982. Wobec jej likwidacji nie zrealizowane zostały pierwotne plany zadaszenia obiektu i jego dalszej rozbudowy.
W późniejszym czasie ulica Karola Świerczewskiego została przemianowana na ulicę Jana III Sobieskiego. W miejscu istnienia lodowiska powstała Galera Dębicka (w pobliżu ul. Sobieskiego pod adresem Księdza Nosala 2).